# Кобринское сельское поселение (Ленинградская область)
Ко́бринское се́льское поселе́ние — упразднённое муниципальное образование на территории Гатчинского муниципального округа Ленинградской области.
Бывший административный центр — посёлок Кобринское. На территории поселения находились 16 населённых пунктов — 5 посёлков, 1 село, 1 посёлок при станции и 9 деревень.
Образовано 16 декабря 2004 года, включало в себя всю территорию Кобринской и Воскресенской волостей.

## География
Площадь поселения — 86 км².
Граничило:
- на севере — с Новосветским сельским поселением,
- на востоке — с Сусанинским сельским поселением,
- на юге — с Сиверским городским поселением,
- на юго-западе — с Рождественским сельским поселением,
- на западе — с Большеколпанским сельским поселением.

По территории бывшего поселения проходят автодороги:
- 41К-100 (Гатчина — Куровицы)
- 41К-101 (Никольское — Воскресенское)
- 41К-216 (Никольское — Кобрино)
- 41К-221 (подъезд к пл. Карташевская)

Расстояние от бывшего административного центра поселения до центра муниципального округа — 20 км

## История
12 марта 2004 года в соответствии с областным законом № 20-оз городской посёлок Кобринское отнесён к сельским населенным пунктам, образована Кобринская волость.
1 января 2006 года в соответствии с областным законом № 113-оз от 16 декабря 2004 года образовано Кобринское сельское поселение, в его состав вошла территория бывших Кобринской и Воскресенской волостей.
Упразднено 13 мая 2024 года в связи с образованием Гатчинского муниципального округа вместо Гатчинского района.

## Население
| 2006  | 2007  | 2008  | 2010  | 2011  | 2012  | 2013  |
| ----- | ----- | ----- | ----- | ----- | ----- | ----- |
| 5600  | ↗5634 | ↗5663 | ↗5906 | ↗5910 | ↗5973 | ↗6074 |
| 2014  | 2015  | 2016  | 2017  | 2018  | 2019  | 2020  |
| ↗6163 | ↗6235 | ↘6224 | ↘6168 | ↗6192 | ↘6159 | ↘6018 |
| 2021  | 2023  | 2024  |       |       |       |       |
| ↗6170 | ↘6126 | ↗6173 |       |       |       |       |

Возрастная структура населения
- трудоспособное население — 3307 (58,40 %)
- моложе трудоспособного — 765 (13,51 %)
- старше трудоспособного — 1591 (28,09 %)

На территории поселения были зарегистрированы 8 многодетных семей, в которых проживает 31 ребёнок.

## Состав сельского поселения
| №  | Населённый пункт | Тип населённого пункта | Население    |
| -- | ---------------- | ---------------------- | ------------ |
| 1  | Воскресенское    | село                   | ↗306 (2017)  |
| 2  | Высокоключевой   | посёлок                | ↗1441 (2017) |
| 3  | Карташевская     | посёлок                | ↘536 (2017)  |
| 4  | Кобрино          | деревня                | ↗147 (2017)  |
| 5  | Кобринское       | посёлок, адм. центр    | ↘1164 (2017) |
| 6  | Мельница         | деревня                | ↗47 (2017)   |
| 7  | Меньково         | деревня                | ↘530 (2017)  |
| 8  | Новокузнецово    | деревня                | ↗85 (2017)   |
| 9  | Пижма            | деревня                | ↗121 (2017)  |
| 10 | Погост           | деревня                | ↗64 (2017)   |
| 11 | Покровка         | деревня                | ↗186 (2017)  |
| 12 | Прибытково       | посёлок                | ↗387 (2017)  |
| 13 | Руново           | деревня                | ↗43 (2017)   |
| 14 | Старое Колено    | деревня                | ↘25 (2017)   |
| 15 | Суйда            | посёлок при станции    | ↗19 (2017)   |
| 16 | Суйда            | посёлок                | ↘1123 (2017) |

Также на территории упразднённого поселения располагается крупное садоводство «Кобрино».

## Экономика
На территории поселения располагались 112 предприятий производственной и непроизводственной сферы.
Основное сельскохозяйственное предприятие — ГУ ОПХ «Суйда».
На территории поселения находился 21 объект розничной торговли с площадью торговых залов 1033 м², из них 4 павильона с площадью 44 м² и 3 киоска.
Банковские услуги предоставляло отделение Северо-западного банка Сбербанка России в Кобринском.
В шести населённых пунктах установлены таксофоны.
На территории упразднённого поселения имеются 4 кладбища: в Кобринском, Воскресенском, Мельнице и Старом Колене.

## Транспорт
По территории бывшего поселения проходит железная дорога Санкт-Петербург — Луга, имеются остановочные пункты Суйда, Прибытково, Карташевская. Осуществляется пассажирское сообщение пригородными электропоездами.
А такжея проходит автомобильная дорога Н114 Кипень — Гатчина — Куровицы. Также по северной границе поселения проходит автодорога А120 «Магистральная».
Осуществляется автобусное сообщение пригородными маршрутами:
- К-151 Гатчина — Сиверский
- № 516 Гатчина — Прибытково
- № 516А Гатчина — Меньково
- № 534 Гатчина — Вырица
- № 151-Д Гатчина — Белогорка — Дружная Горка
- К-152 пл. Прибытково — массив «Кобрино» — пл. Прибытково

Общая протяжённость автомобильных дорог на территории упразднённого поселения — 86 км, из них с твёрдым покрытием — 18,3 км (21 %). Требуют ремонта — 36,5 км (42,5 %). Деревни Руново и Старое Колено не имеют автодорожного подъезда с твердым покрытием.

## Местное самоуправление
Местное самоуправление в поселении осуществлялось на основании устава.
Представительным органов являлся совет депутатов, состоящий из 10 депутатов, избираемых на муниципальных выборах по многомандатным округам сроком на 5 лет. Совет депутатов возглавляется главой поселения, который избирается депутатами из своего состава. С 21 октября 2009 года главой Кобринского сельского поселения являлась Синявская Лидия Ивановна. С 2019 года — Деминенко Наталия Леонидовна.
Исполнительно-распорядительным органом поселения являлась администрация. Её возглавлял глава администрации, который назначался на должность советом депутатов из числа кандидатов, представленных конкурсной комиссией по результатам конкурса. Контракт с главой администрации заключал глава муниципального образования. Последним главой администрации поселения являлся Федорченко Вячеслав Викторович.
В целях контроля за исполнением местного бюджета, соблюдением установленного порядка подготовки и рассмотрения проекта местного бюджета, отчета о его исполнении, а также в целях контроля за соблюдением установленного порядка управления и распоряжения муниципальным имуществом образовывался контрольный орган поселения.
Администрация поселения располагалась по адресу: п. Кобринское, Центральная ул., 16.

## Бюджет
Бюджет поселения на 2008 год составлял:
- доходы — 17812,8 тысяч рублей
- расходы — 18348,6 тысяч рублей
- дефицит — 535,8 тысяч рублей

Источником финансирования дефицита являлись остатки средств бюджета.

### Доходы
| Источник доходов | Сумма, тысяч рублей | Доля, % |
| --- | ------------------- | ------- |
| Налог на доходы физических лиц | 810,0               | 4,55    |
| Единый сельскохозяйственный налог | 13,0                | 0,07    |
| Налог на имущество физических лиц | 435,0               | 2,44    |
| Земельный налог | 2000,0              | 11,23   |
| Доходы от сдачи в аренду земли | 900,0               | 5,05    |
| Продажа земли | 1000,0              | 5,61    |
| Дотации на выравнивания уровня бюджетной обеспеченности из ФФПП Ленинградской области                                                      | 5 954,4             | 33,43   |
| Дотации на выравнивание уровня бюджетной обеспеченности из бюджета ГМР                                                                     | 6 316,5             | 35,46   |
| Субвенции бюджетам поселении на осуществление полномочий по первичному воинскому учёту на территориях где отсутствуют военные комиссариаты | 116,7               | 0,66    |
| Субвенции бюджетам поселений на осуществление полномочий по распоряжению землёй из бюджета ГМР                                             | 67,2                | 0,38    |
| Доходы от продажи услуг | 200,0               | 1,12    |
| Итого | 17812,8             | 100     |

### Расходы
| Источник доходов                                                                                        | Сумма, тысяч рублей | Доля, % |
| --- | ------------------- | ------- |
| Функционирование законодательных представительных органов                                               | 376,2               | 2,05    |
| Функционирование местных администраций                                                                  | 4841,70             | 26,39   |
| Резервные фонды                                                                                         | 200,0               | 1,09    |
| Осуществление полномочий по первичному воинскому учёту                                                  | 116,7               | 0,64    |
| Предупреждение и ликвидация последствий чрезвычайных ситуаций и стихийных бедствий, гражданская оборона | 40,0                | 0,22    |
| Обеспечение противопожарной безопасности                                                                | 30,0                | 0,16    |
| Топливо и энергетика                                                                                    | 120,0               | 0,65    |
| Жилищное хозяйство                                                                                      | 0,0                 | 0,00    |
| Коммунальное хозяйство                                                                                  | 1000,7              | 5,45    |
| Благоустройство                                                                                         | 2234,7              | 12,18   |
| Молодёжная политика и оздоровление детей                                                                | 0,0                 | 0,00    |
| Культура                                                                                                | 3780,7              | 20,60   |
| Спорт и физическая культура                                                                             | 144,6               | 0,79    |
| Иные межбюджетные трансферты                                                                            | 5463,25             | 29,77   |
| Итого                                                                                                   | 18348,55            | 100     |

## Символика
Поселение имело герб и флаг. В них была отображена история края:
- африканское происхождение жившего в Суйде А. П. Ганнибала (прадеда А. С. Пушкина);
- воспитание А. С. Пушкина няней, Ариной Родионовной, родившейся в Воскресенском и жившей в Кобрино;
- основная со времен А. П. Ганнибала сельскохозяйственная культура края — картофель

## Социальная сфера

### Образование
На территории бывшего поселения расположено 2 школы:
- МОУ «Высокоключевая СОШ» — 218 учащихся
- МОУ «Кобринская СОШ» — 114 учащихся, 15 учителей

Также на его территории расположено 2 детских сада:
- Суйдинский МДОУ № 21 — 50 детей
- Кобринский МДОУ № 36 — 50 детей

### Здравоохранение
Медицинские услуги в поселении предоставляли:
- Кобринская амбулатория (в Кобринском)
- Суйдинская амбулатория (в Высокоключевом)
- Фельдшерско-акушерский пункт в Суйде
- Фельдшерско-акушерский пункт в Прибытково
- Фельдшерско-акушерский пункт в Карташевской
- Фельдшерско-акушерский пункт в Меньково

## Культура
Функционируют Центр культуры Кобринского поселения и Суйдинский Дом культуры. Имеется 4 библиотеки, услуги доступа в интернет не предоставляются.

### Спорт
В поселении имелись:
- футбольные поля в Суйде, Кобринском, Высокоключевой, Меньково, Прибытково и Карташевской
- хоккейная коробка в Кобринском
- волейбольная площадка в Высокоключевой
- баскетбольная площадка в Высокоключевой

## Достопримечательности
Посёлок Суйда связан с жизнью А. П. Ганнибала — прадеда А. С. Пушкина. Там располагается его могила и музей-усадьба.
В селе Воскресенское расположена Церковь Воскресения Христова, в которой венчались родители А. С. Пушкина. Также там расположен памятник советским воинам.
В деревне Кобрино жила няня А. С. Пушкина Арина Родионовна. Сейчас там располагается музей «Домик няни А. С. Пушкина». Также в деревне расположены парк бывшей усадьбы Лисянского и часовня в чести Успения Божией Матери.